# Juan de Dios López
Juan de Dios López (n. Madrid; 1711-Madrid, 1773) fue un médico, cirujano y anatomista español.

## Biografía
Obtuvo el título de cirujano y estudió medicina en la Universidad de Alcalá. Al acabar fue nombrado demostrador público de anatomía y cirujano de la Real Casa; ejerció su labor en el Colegio de Profesores-Cirujanos de Madrid y en la Real Academia Médica Matritense, de la que fue además socio fundador. Su prestigio le granjeó además ser designado primer ayudante de cirujano mayor de los Reales Hospitales Generales y académico corresponsal de la Academia de Oporto y en 1752 opositó y obtuvo el puesto de cirujano mayor del Hospital de Corte.
Su Compendio Anatómico (1750-1752) en cuatro partes (I: osteología; II, miotomología o miología, sobre los músculos; III, esplacnología o sobre las vísceras; IV, angiología, neurología y adenología, o sobre las arterias, nervios y glándulas) se utilizó como libro de texto en los Colegios de Cirugía de Madrid y Barcelona para sustituir a la Anatomía completa del hombre (1728) de Martín Martínez y estuvo vigente cincuenta años hasta la aparición del Curso completo de anatomía del cuerpo humano (1796-1799, 5 vols.) de Jaime Bonells e Ignacio Lacaba y Vila. López se inspiraba en los trabajos del holandés Federik Ruysch (1638-1731) y el danés Jakob B. Winslow (1669-1760), dos grandes anatomistas europeos de la época, y se ajustaba a criterios estrictamente morfológicos, sin incluir aspectos clínicos y fisiológicos como hacían los anatomistas anteriores Manuel de Porras y Martín Martínez.

## Obras
- Compendio Anatómico dividido en quatro partes... (Madrid, 1750-1752),[2] muy reimpreso. Se volvió a editar en Madrid en 1791 y en 1818 actualizado por Juan Fernández del Valle.